# Локалита С 11 Ка Сордис (Виченца)
Локалита С 11 Ка Сордис је насеље у Италији у округу Виченца, региону Венето.
Према процени из 2011. у насељу је живело 33 становника. Насеље се налази на надморској висини од 55 м.